# Mark-Stefan Tietze

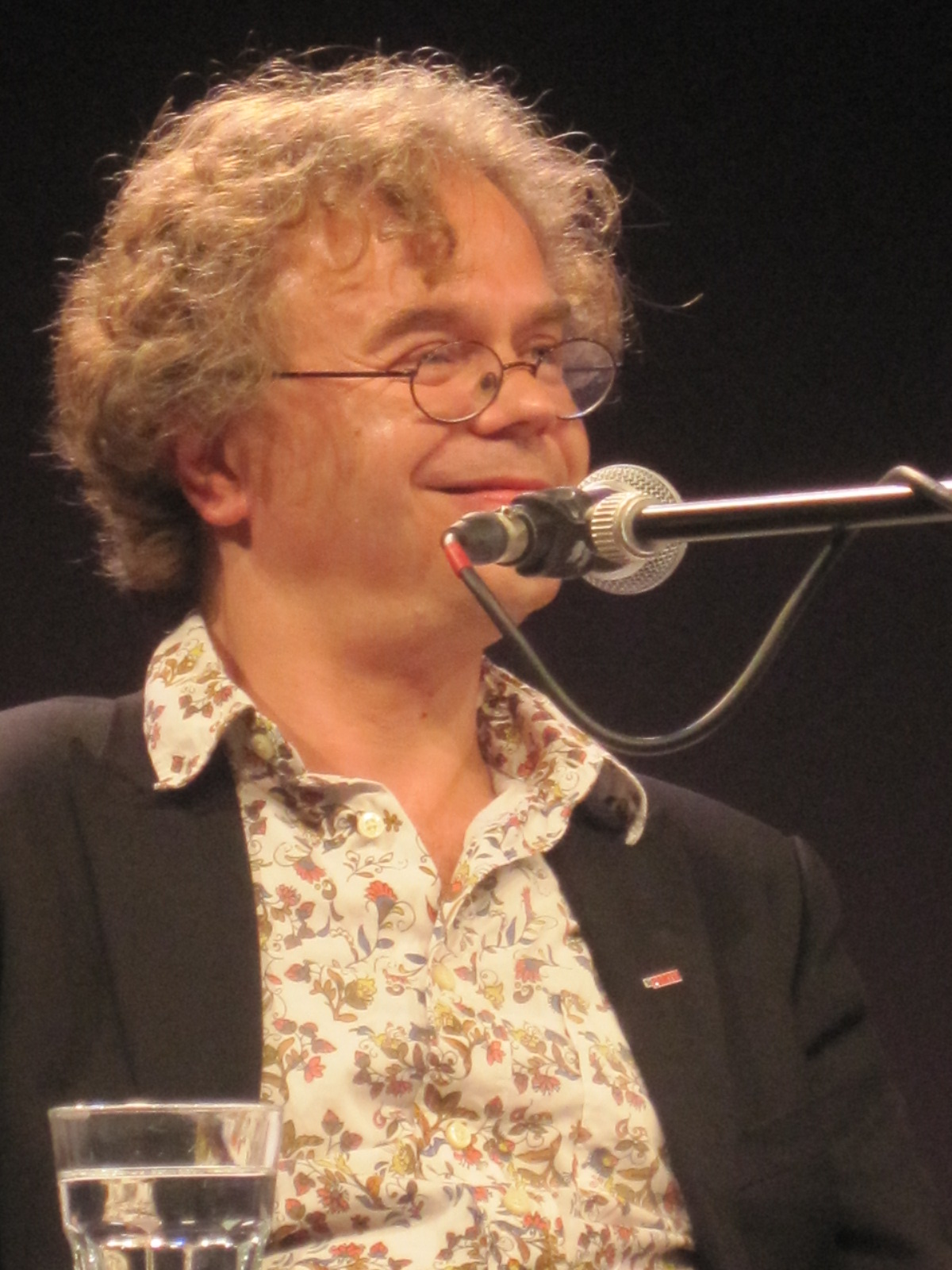
Mark-Stefan Tietze, Museumsuferfest 2012

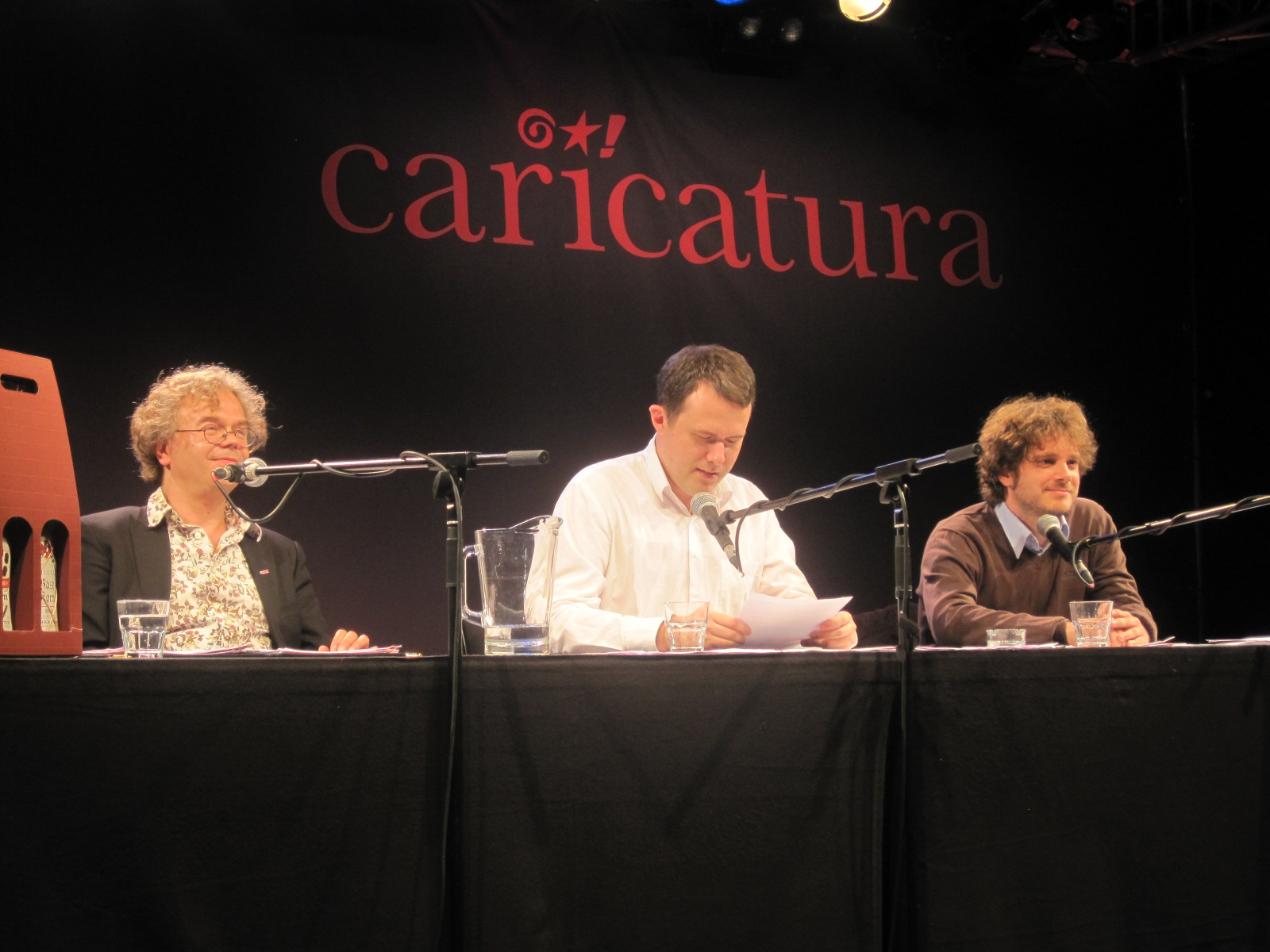
Titanic Task Force 2012

Mark-Stefan Tietze (* 12. Februar 1966 in Siegen, Nordrhein-Westfalen) ist ein deutscher Satiriker und Autor.
Tietze war Redakteur der Satirezeitschrift Titanic und schreibt regelmäßig für die Rubrik die wahrheit in der taz. In der Titanic-Redaktion war er bis 2009 verantwortlich für die Rubrik Vom Fachmann für Kenner, seither für Briefe an die Leser (als Nachfolger von Stefan Gärtner). Gemeinsam mit Leo Fischer und Michael Ziegelwagner trat er als Mitglied der Gruppe „TITANIC-Taskforce“ bei Lesungen auf.
Er war von 2004 bis 2009 1. Vorsitzender des Landesverbandes Nordrhein-Westfalen der Partei für Arbeit, Rechtsstaat, Tierschutz, Elitenförderung und basisdemokratische Initiative (PARTEI).
Mark-Stefan Tietze lebt in Frankfurt am Main.